# Huperzia ophioglossoides
Huperzia ophioglossoides là một loài thực vật có mạch trong Họ Thạch tùng. Loài này được (Lam.) Rothm. mô tả khoa học đầu tiên năm 1944.